# Yodisation
En linguistique, la yodisation est la transformation d'un phone ou d'un phonème en /j/ (consonne spirante palatale voisée ou yod), généralement par mouillure ou palatalisation.
Exemples :
- Yeísmo en espagnol